# 里托爾托山
46°13′14″N 10°46′56″E / 46.22049°N 10.7823°E
里托爾托山（義大利語：Monte Ritorto），是意大利的山峰，位於該國北部，由倫巴第大區負責管轄，屬於阿達梅洛-普雷薩內拉阿爾卑斯山脈的一部分，海拔高度2,411米，每年平均降雨量1,357毫米。